# Owari no Seraph
Owari no Seraph este un anime apărut pe data de 5 aprilie 2015 și care s-a terminat pe data de 20 iunie 2015 (Owari no Seraph- Seraph Of The End). A doua parte a apărut pe data de 10 octombrie 2015 (Owari no Seraph-Battle in Nagoya).

## Descriere
Într-o zi un virus misterios apare pe Pământ, ucigând fiecare om care depășea vârsta de 13 ani. În același timp, vampirii invadează lumea  și îi iau sclavi pe copii. Printre ei era și un băiat pe nume Hyakuya Yuuichirou. Aceștia locuiau împreună  la orfelinat. Totuși în captivitate , Yu împreună cu prietenul său Mika, visează la lumea de la exterior. În a doua parte a anime-ului, se precizează că Yu făcea parte dintr-o sectă de vrăjitoare care a fost exterminată. Totodată află că prietenul său Mika este în viață, dar a fost transformat de către Regina Vampirilor, Krul Țepeș, în vampir.